# Charles Dupont
Cet article possède des paronymes, voir Charlie Dupont et Charles Joseph Dupont.
Pour les articles homonymes, voir Dupont ou Dupond.
Charles Dupont est un homme politique français né le 6 avril 1808 à Poitiers (Vienne) et mort le 24 juillet 1854 à Paris.
Fils de Joseph Dupont-Minoret, député de la Monarchie de Juillet, il est banquier dans l'établissement fondé par son père et conseiller municipal de Poitiers. Il abandonne soudainement sa situation pour entrer au séminaire de Saint-Sulpice, mais il doit revenir dans sa famille pour des raisons de santé. Conseiller général en 1852, il est député de la Vienne de 1852 à 1854, siégeant dans la majorité soutenant le Second Empire.

## Sources
- « Charles Dupont », dans Adolphe Robert et Gaston Cougny, Dictionnaire des parlementaires français, Edgar Bourloton, 1889-1891 [détail de l’édition]